# 华尔街37号

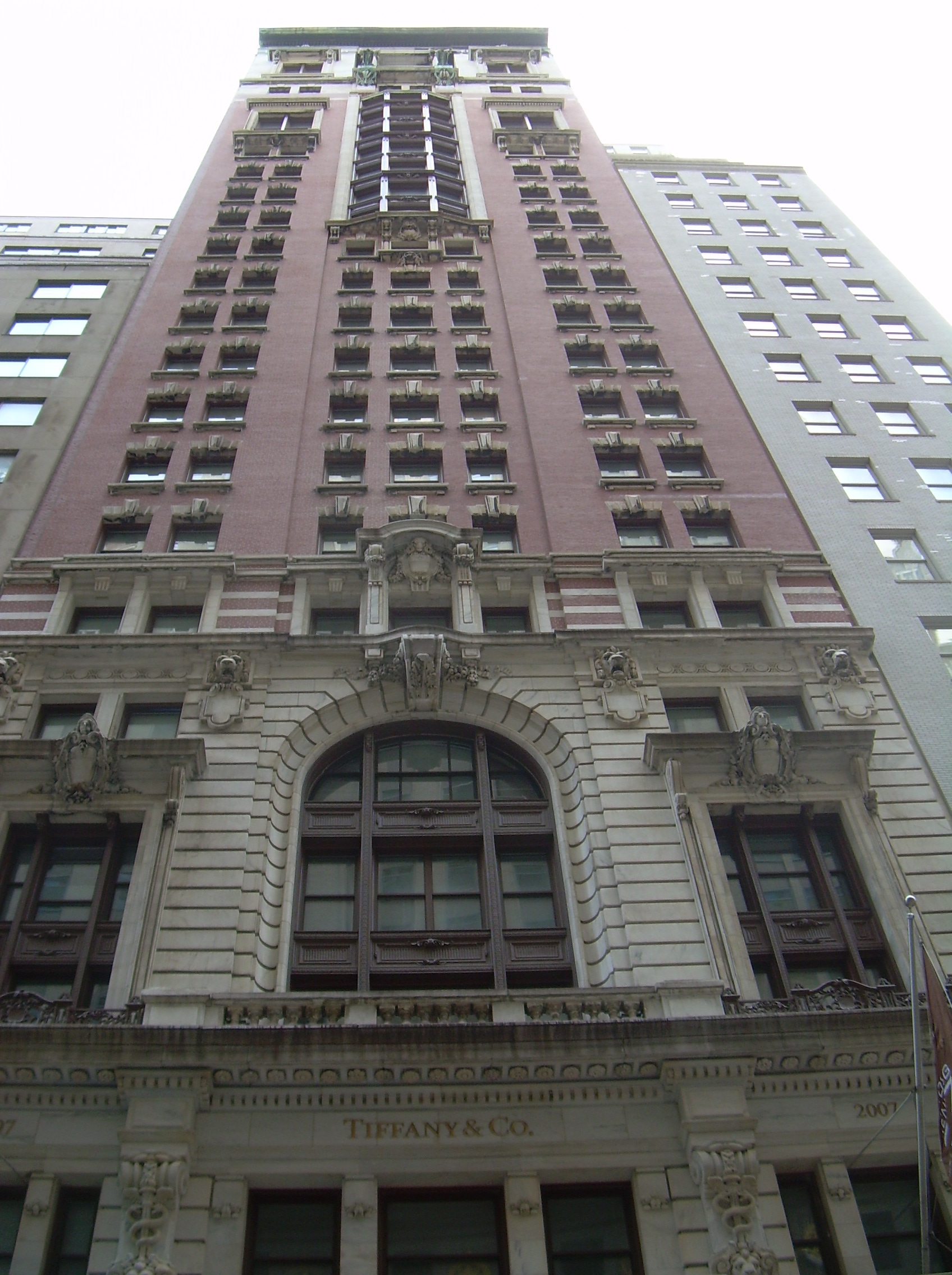
华尔街37号

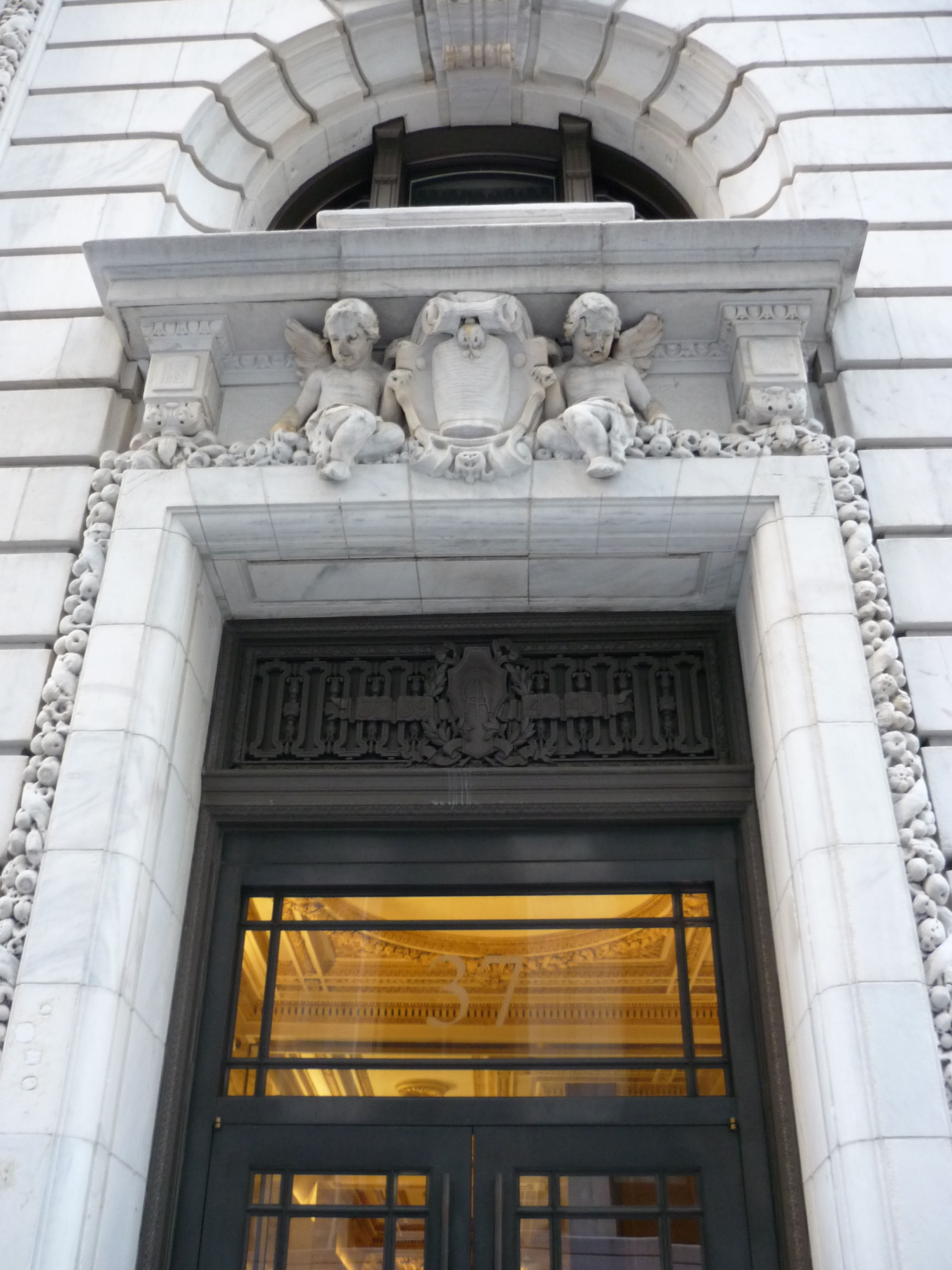
立面细部

华尔街37号位于下曼哈顿的华尔街，原是一座办公大楼。它是由弗朗西斯·金博尔（Francis Kimball）设计，兴建于1906年至1907年，美国信托公司设在底层。该建筑完成于1907年，25层。这座建筑已不再是办公楼，已经由Costas Kondylis公司改建为373套出租公寓和一个715平方米的商业空间，为返回下曼哈顿的蒂芙尼公司使用。面向居民的设施包括一个设备齐全的健身房，带台球桌和放映室的休息室，以及屋顶露台。